# Euphoria (série télévisée)
Euphoria est une série télévisée dramatique américaine créée par Sam Levinson et diffusée depuis le 16 juin 2019 sur HBO.
Il s’agit d’une adaptation libre de la mini-série télévisée israélienne du même titre, créée par Ron Leshem. Co-produite par le rappeur Drake, elle est également basée sur la jeunesse de son créateur, Sam Levinson.
En France, elle est diffusée depuis le 17 juin 2019 sur OCS. Au Québec, elle est diffusée depuis le 8 juillet 2019 à Super Écran, en Belgique et au Luxembourg, depuis le 8 août 2019 sur Be 1 et en Suisse depuis le 25 novembre 2019 sur RTS 1 puis sur RTS 2.
Mettant en scène des lycéens de la Génération Z, Euphoria explore les différentes expériences que traversent ces adolescents et aborde de nombreuses thématiques comme la recherche de soi, les traumatismes, les relations amicales et amoureuses ou encore l'addiction.
La série est rapidement plébiscitée par la majorité des critiques notamment pour sa direction artistique, pour les performances des acteurs ainsi que son approche mature des sujets qu'elle traite, bien que certains aient émis des réserves sur la forte présence de nudité et de sexe (aux États-Unis, la série est interdite aux moins de 17 ans),,. Cet accueil favorable lui permet d'être nommée pour des récompenses prestigieuses, notamment aux Emmy Awards où Zendaya obtient le prix de la meilleure actrice dans une série télévisée dramatique en 2020 et en 2022 .

## Synopsis
Après un séjour dans un centre de désintoxication, Rue Bennett fait son retour au lycée. Le jour de la rentrée, elle fait la rencontre de Jules, une jeune adolescente trans, avec qui elle commence à tisser des liens très forts.
Les deux jeunes femmes, ainsi que leurs camarades de classes et amis, évoluent dans un univers où la jeunesse n'a presque plus de tabou : les relations amoureuses se défont aussi vite qu'elles se font, les réseaux sociaux sont omniprésents, les névroses et secrets de chacun sont exposés aux yeux de tous et la drogue est facile d'accès.

## Distribution

### Acteurs principaux
Note : Le tableau suivant répertorie uniquement les acteurs principaux, classés en fonction du nombre d'épisodes dans lesquels ils ont joué
Légende :
En vert = Acteurs ayant le statut de principaux
En rouge = Acteurs ayant eu le statut de récurrents avant d'obtenir le statut de principal.
En bleu = Acteurs ayant eu ou possédant ensuite le statut d'invité.
| Acteur                   | VF                                           | Personnage                  | Saison 1   | Saison 2   | Saison 3   |
| ------------------------ | -------------------------------------------- | --------------------------- | ---------- | ---------- | ---------- |
| Zendaya                  | Victoria Grosbois                            | Ruby « Rue » Bennett        | Principale | Principale | Principale |
| Maude Apatow             | Noémie Bianco                                | Alexis « Lexi » Howard      | Principale | Principale | Principale |
| Angus Cloud              | Stanislas Forlani                            | Fezco « Fez » O'Neill       | Principal  | Principal  |            |
| Eric Dane                | Renaud Marx puis Guillaume Orsat             | Cal Jacobs                  | Principal  | Principal  | Principal  |
| Alexa Demie              | Aurélie Konaté                               | Madeleine « Maddy » Perez   | Principale | Principale | Principale |
| Jacob Elordi             | Jim Redler                                   | Nathaniel « Nate » Jacobs   | Principal  | Principal  | Principal  |
| Barbie Ferreira          | Alice Orsat                                  | Katherine « Kat » Hernandez | Principale | Principale |            |
| Nika King (en)           | Isabelle Andrade                             | Leslie Bennett              | Principale | Principale |            |
| Storm Reid               | Maud Vincent                                 | Georgia « Gia » Bennett     | Principale | Principale |            |
| Hunter Schafer           | Audrey Sourdive                              | Jules Vaughn                | Principale | Principale | Principale |
| Algee Smith              | Eilias Changuel puis Guillaume Desmarchelier | Christopher « Chris » McKay | Principal  | Récurrent  |            |
| Sydney Sweeney           | Elsa Davoine                                 | Cassandra « Cassie » Howard | Principale | Principale | Principale |
| Colman Domingo           | Rody Benghezala                              | Ali Muhammed / Martin       | Récurrent  | Récurrent  | Récurrent  |
| Javon « Wanna » Walton   | Cédric Lemaire                               | Ashtray O'Neill             | Récurrent  | Principal  |            |
| Austin Abrams            | Thierry d'Armor                              | Ethan Daley                 | Récurrent  | Principal  |            |
| Dominic Fike             | Rémi Caillebot                               | Elliot                      |            | Principal  | Principal  |
| Martha Kelly (en)        | Angélique Rivoux                             | Laurie                      |            | Récurrente | Principale |
| Chloe Cherry (en)        | Edwige Lemoine                               | Faye                        |            | Récurrente | Principale |
| Adewale Akinnuoye-Agbaje |                                              |                             |            |            | Principal  |
| Toby Wallace             |                                              |                             |            |            | Principal  |

Photos des acteurs principaux
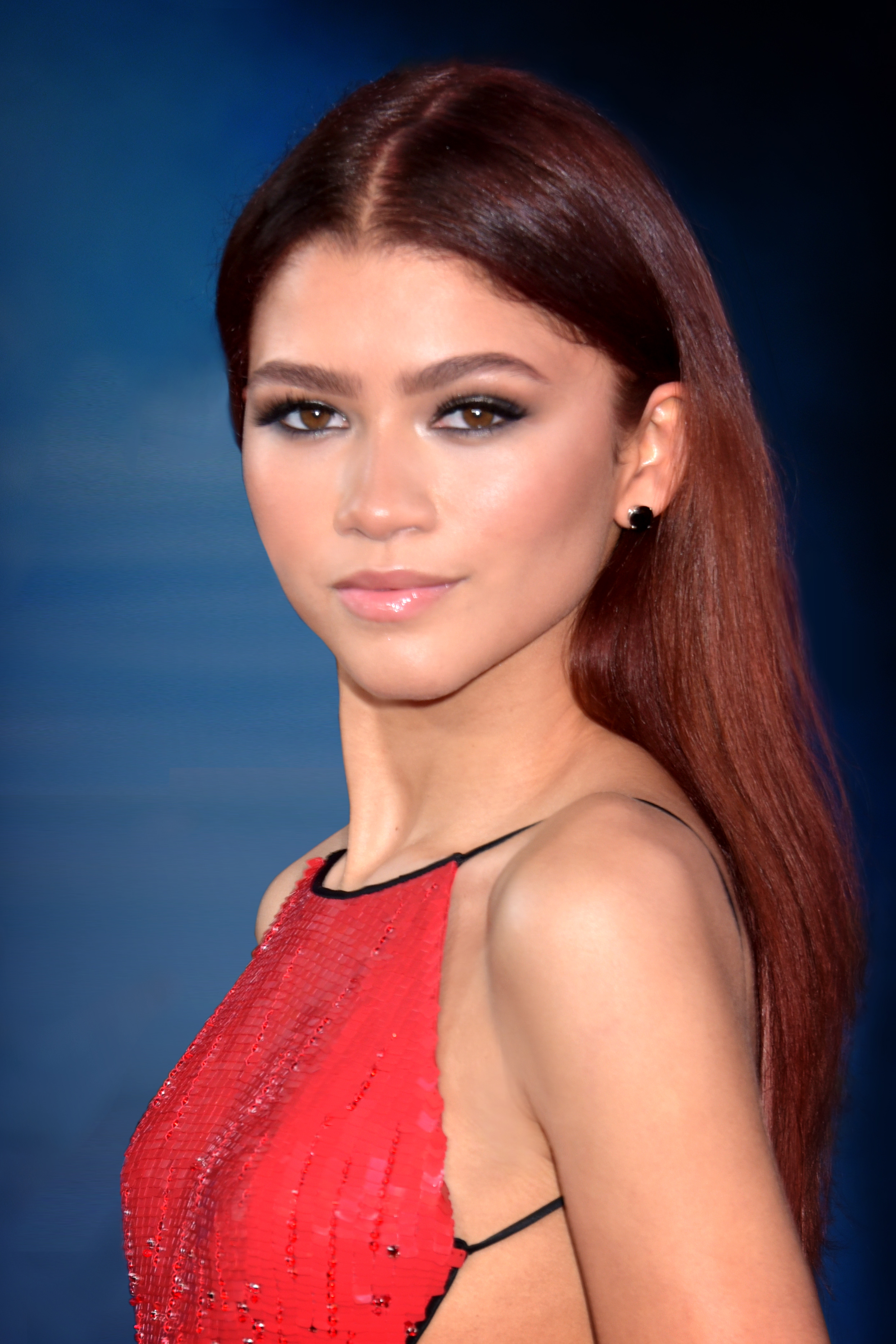
Zendaya interprète Rue.
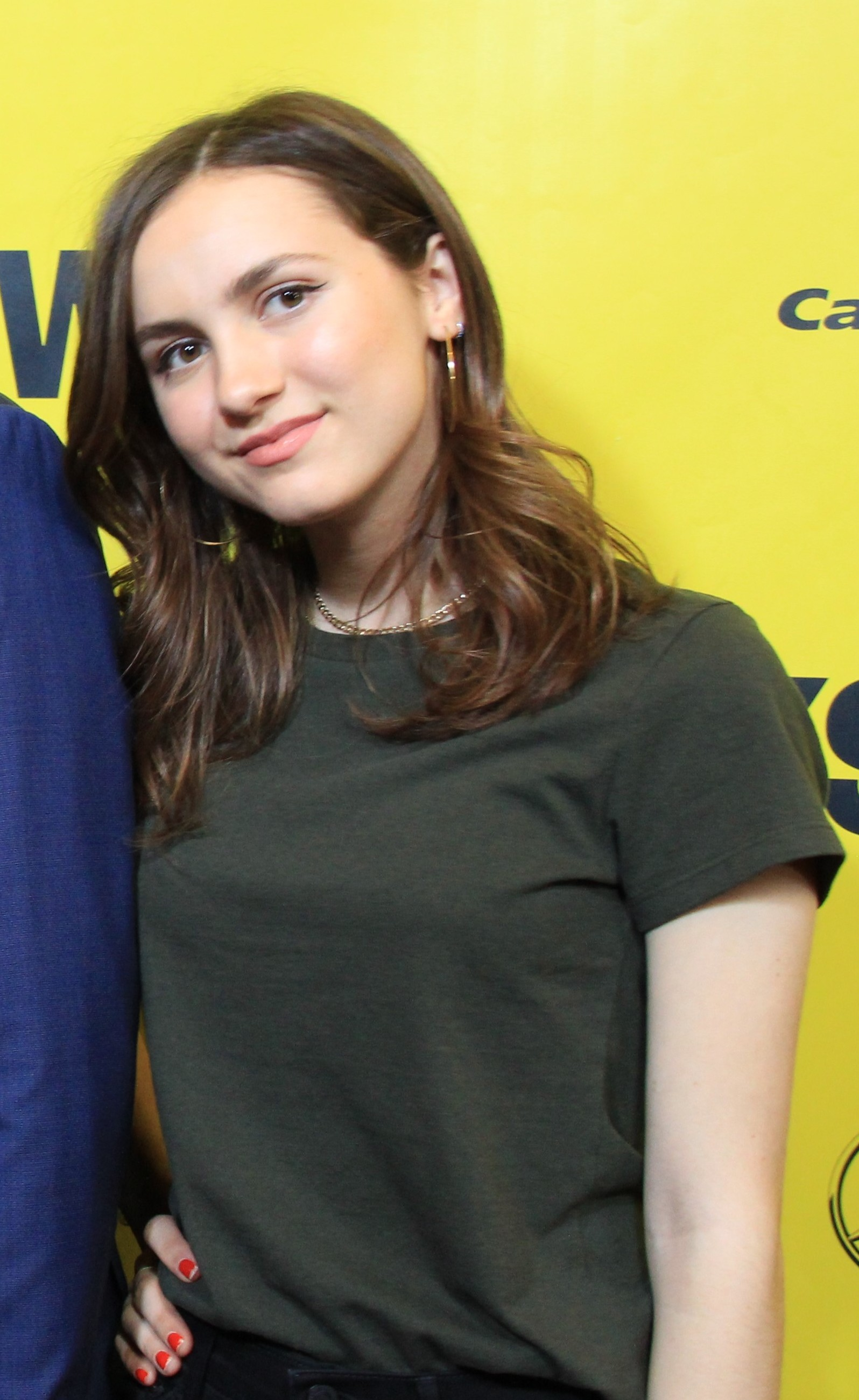
Maude Apatow interprète Lexi.
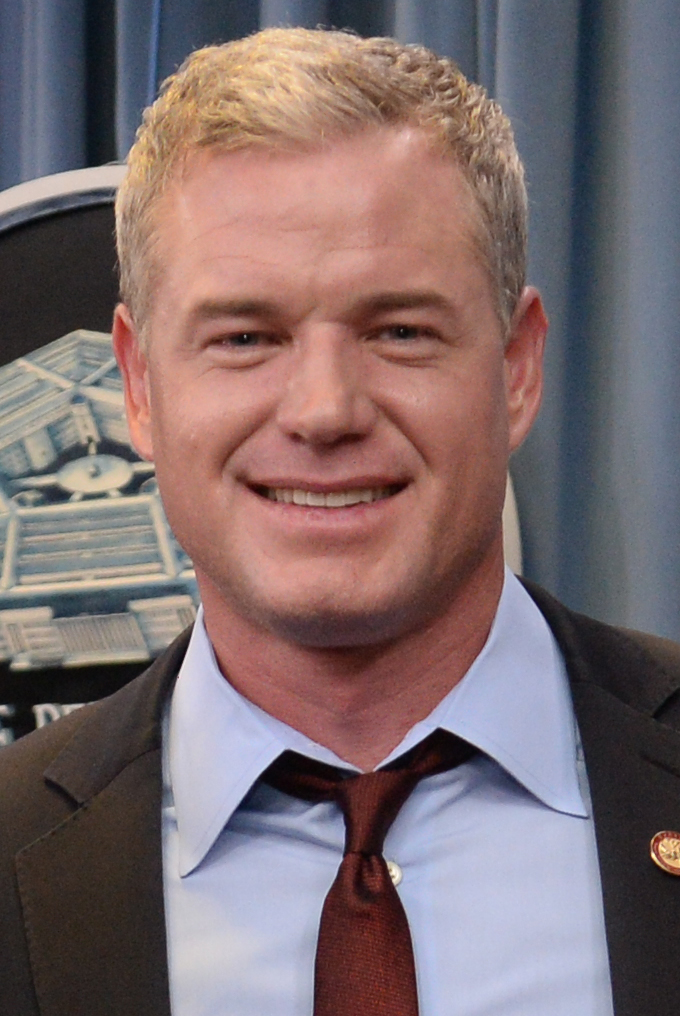
Eric Dane interprète Cal.
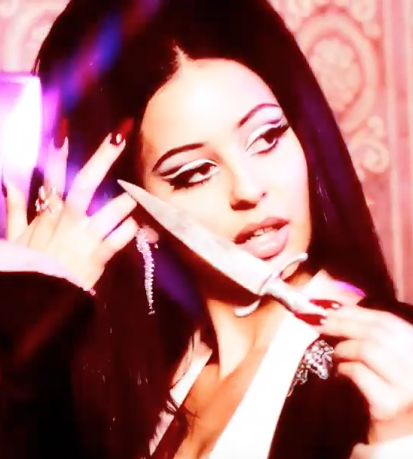
Alexa Demie interprète Maddy.
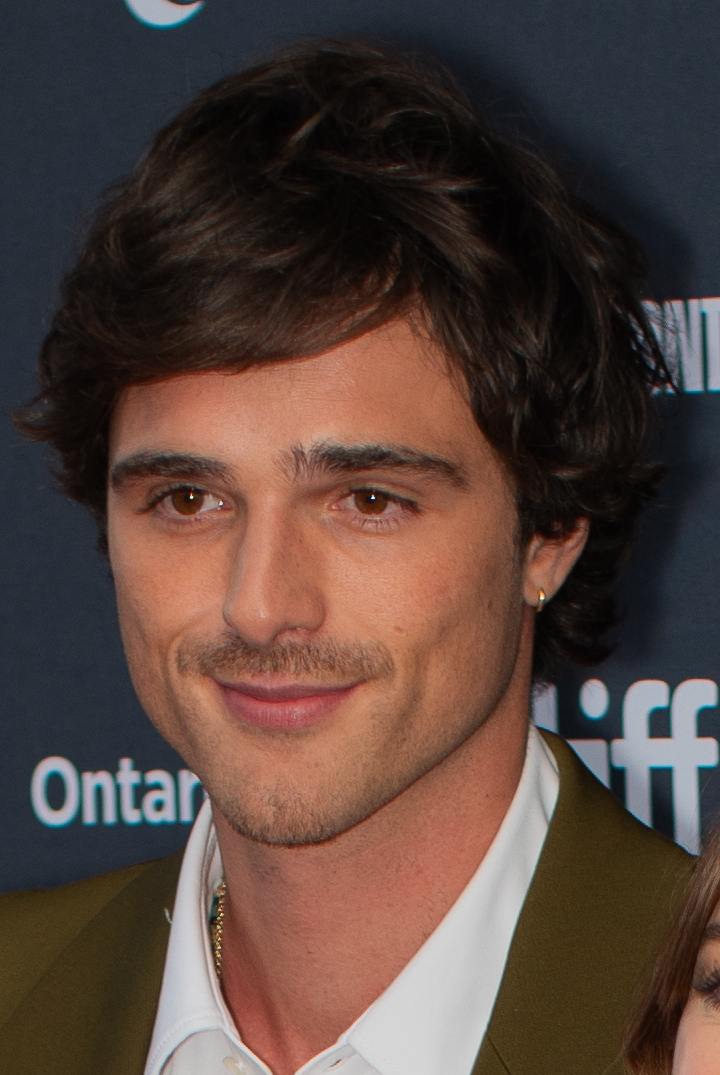
Jacob Elordi interprète Nate.
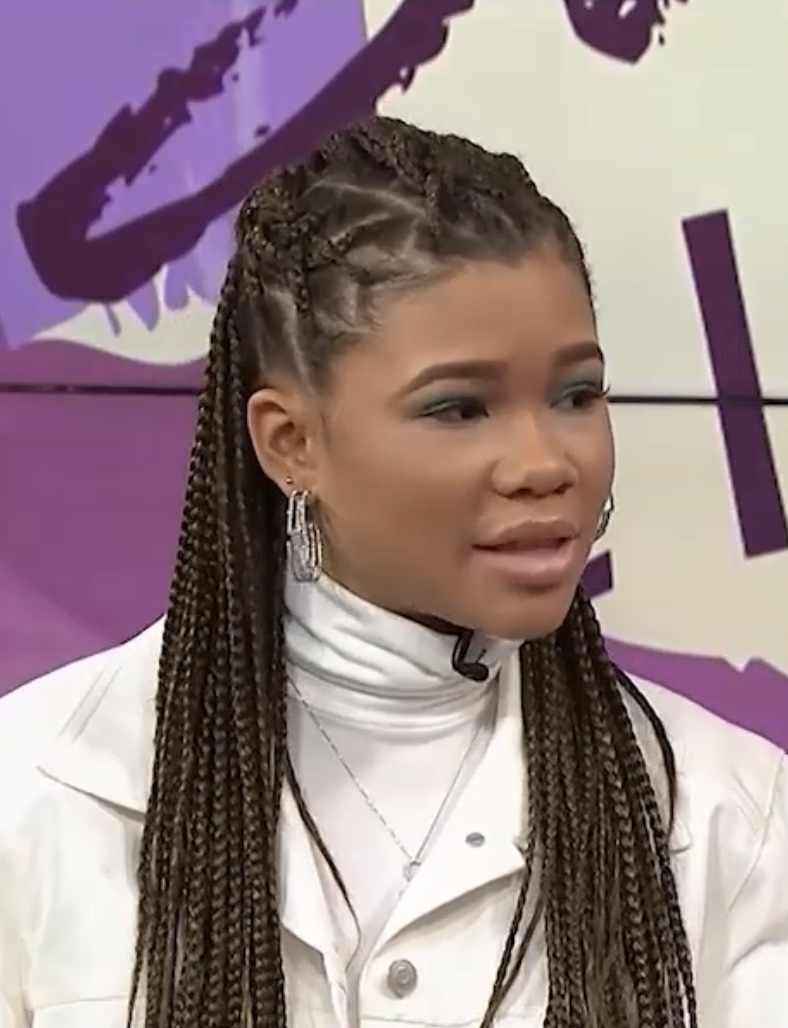
Storm Reid interprète Gia.
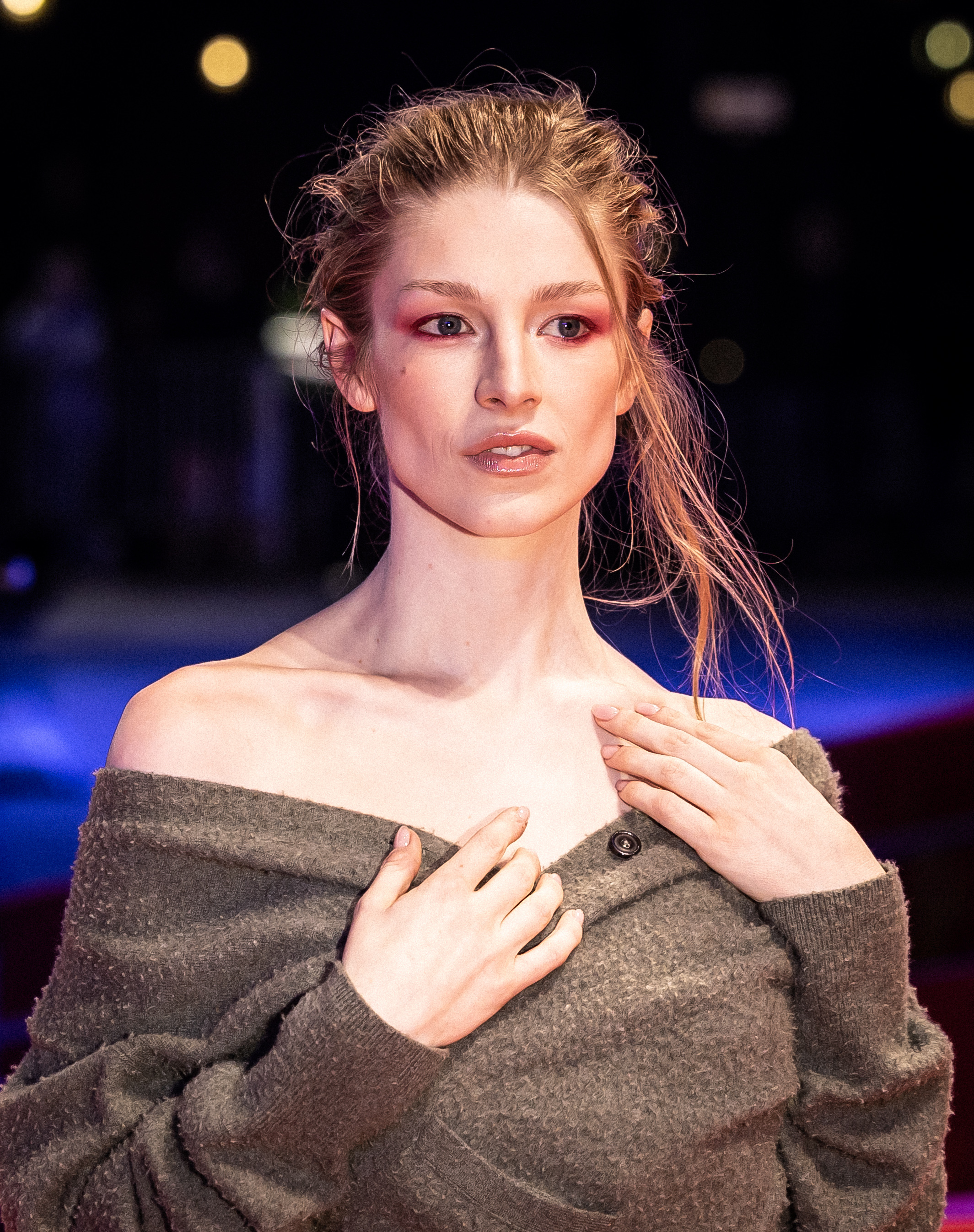
Hunter Schafer interprète Jules.
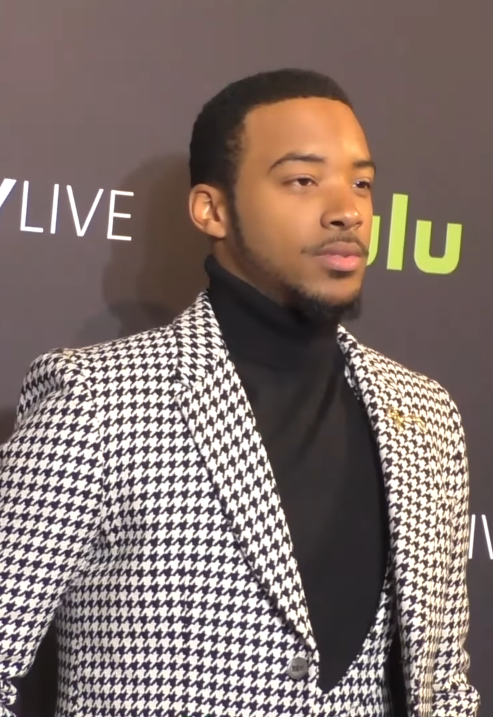
Algee Smith interprète McKay.
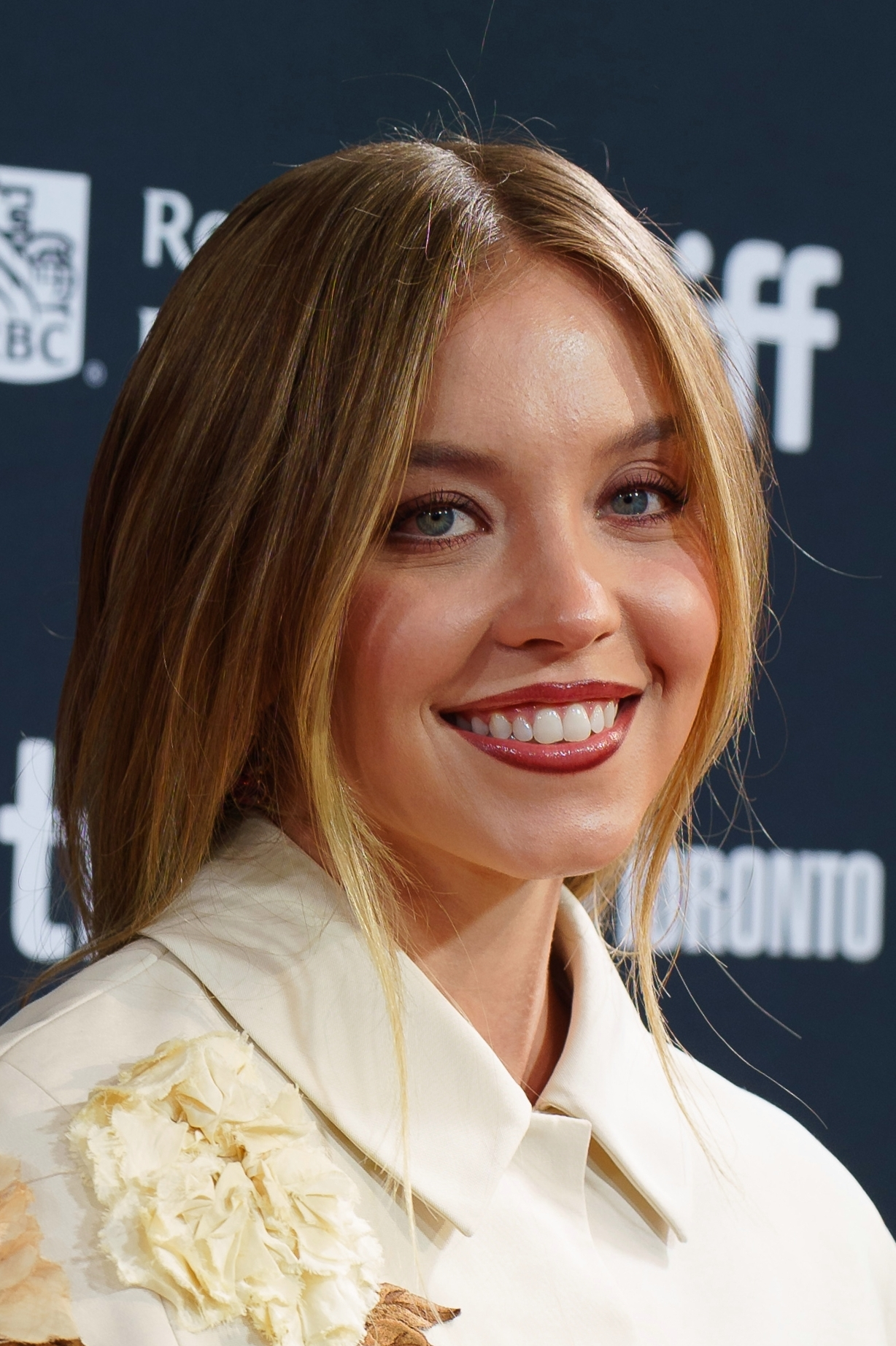
Sydney Sweeney interprète Cassie.
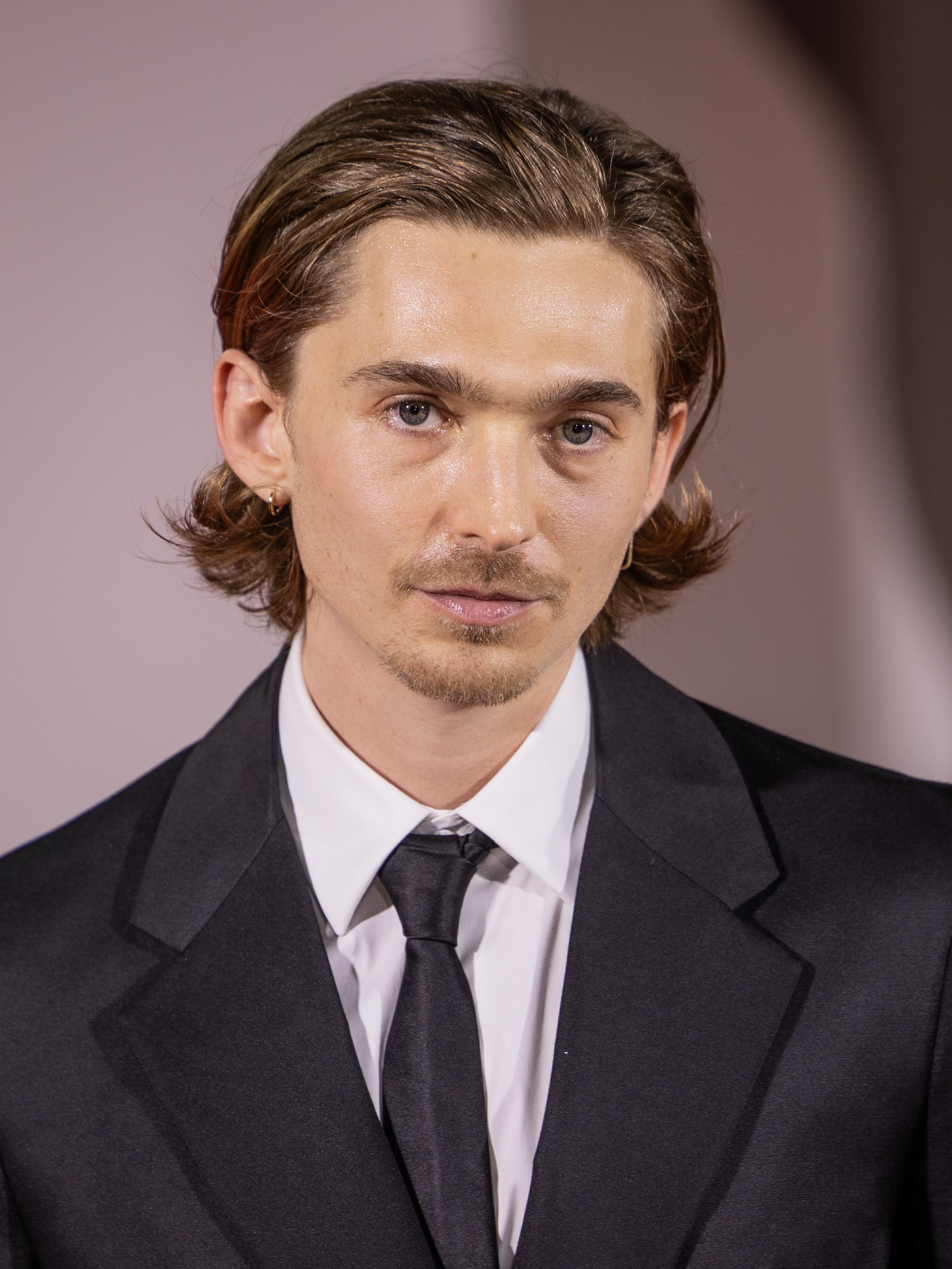
Austin Abrams interprète Ethan.
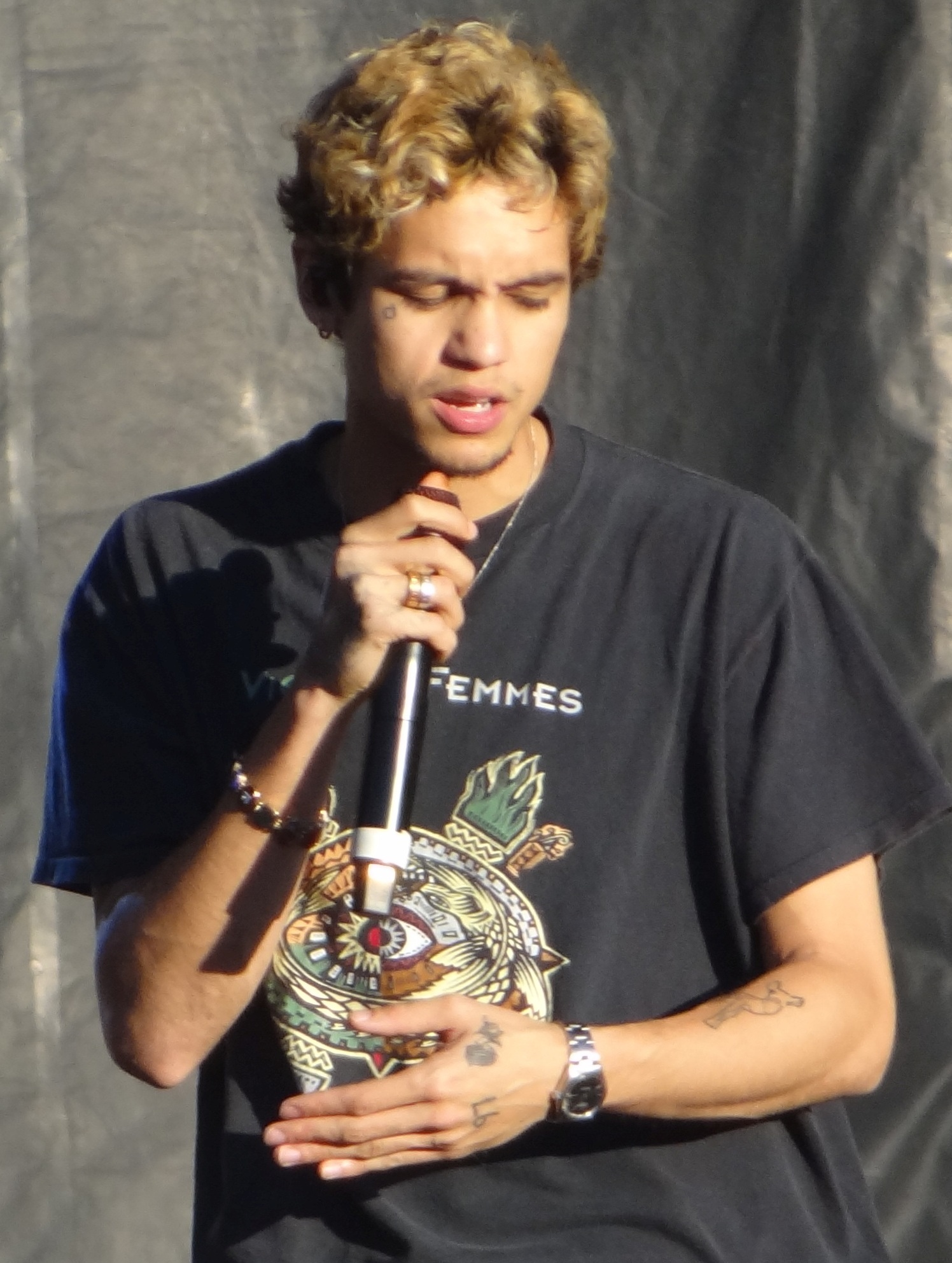
Dominic Fike interprète Elliot.

### Acteurs récurrents
Introduits dans la saison 1
- Alanna Ubach (VF : Armelle Gallaud) : Suze Howard
- Paula Marshall (VF : Patricia Spehar) : Marsha Jacobs
- Zak Steiner (VF : Geoffrey Loval) : Aaron Jacobs
- Sophia Rose Wilson : Barbara « BB » Brooks
- Tyler Chase (VF : Grégory Quidel) : Custer (saisons 1 et 2)
- John Ales (VF : Eric Marchal) : David Vaughn (saison 1 - invité saison 2)
- Meeko (VF : Thierry Mercier) : Mouse (saison 1 - invité saison 2)
- Bruce Wexler (VF : Benjamin Bur) : Robert Bennett (saison 1 - invité saison 2)
- Marsha Gambles (VF : Cathy Cerda) : Miss Marsha (saison 1 - invitée saison 2)
- Nick Blood (VF : Xavier Couleau) : Gus Howard (saison 2 - invitée saison 1)
- Lukas Gage (VF : Romain Altché) : Tyler Clarkson (saison 1)
- Keean Johnson (VF : Tommy Lefort) : Daniel (saison 1)
- Tyler Timmons (VF : Mike Fédée) : Troy McKay (saison 1)
- Tristian Timmons (VF : Mike Fédée) : Roy McKay (saison 1)

Introduits dans la saison 2
- Melvin Estes (VF : Jacques Poix Terrier) : Bruce
- Yukon Clement (VF : Charlotte Hennequin) : Theo
- Minka Kelly (VF : Pauline Moingeon) : Samantha
- Fernando Belo : Sebastian
- Veronica Taylor (VF : Charlotte Hennequin) : Bobbi

Introduits dans la saison 3
- Rosalía
- Marshawn Lynch
- Kadeem Hardison
- Darrell Britt-Gibson (en)
- Priscilla Delgado
- James Landry Hébert (en)
- Anna Van Patten
- Sharon Stone
- Asante Blackk (en)

Version française
- Société de doublage : Dubbing Brothers[8]
- Direction artistique : Thierry Wermuth[8]
- Adaptation : Olivier Lips et Rodolph Freytt[9]

 Source et légende : version française (VF) sur RS Doublage et Doublage Séries Database

## Production

### Développement
Le 1er juin 2017, HBO annonce le développement d'une adaptation de la mini-série télévisée israélienne de Ron Leshem, Daphna Levin et Tmira Yardeni, diffusée entre 2012 et 2013 en Israël. Sam Levinson est alors chargé de développer le projet. Il en est également le producteur délégué aux côtés des créateurs de la série originale.
Le 13 mars 2018, le directeur des programmes de la chaîne annonce la commande d'un épisode pilote lors de la conférence INTV à Jérusalem. Il est par la suite dévoilé que la série sera produite par la branche télévision de la société de production A24 Films. Quelques jours plus tard, Augustine Frizzell est annoncée à la réalisation du pilote et rejoint l'équipe des producteurs délégués.
Le 30 juillet 2018, HBO annonce la commande d'une première saison qui sera entièrement écrite par Sam Levinson. Le même jour, le rappeur Drake rejoint la production déléguée.

Logo promotionnel de la série.

Le 11 juillet 2019, après la diffusion de quatre épisodes, la chaîne annonce le renouvellement de la série pour une seconde saison, prévue pour 2020. Néanmoins, la saison est repoussée en 2021 en raison de la pandémie de Covid-19. Pour pallier ce retard, la chaîne commande deux épisodes spéciaux pour faire le lien entre les deux saisons.
Le 4 février 2022, la série est renouvelée pour une troisième saison. En septembre 2022, le PDG de HBO, Casey Bloys, a déclaré que la série n'irait pas au-delà de quatre saisons et pourrait se terminer après la troisième saison. La production de la saison trois a commencé en février 2023, visant une sortie fin 2023, mais selon une interview accordée à "Vogue" avec Apatow, le tournage devait commencer au second semestre 2023. Dans un podcast, la costumière de la série Heidi Bivens a déclaré que les préparatifs commenceraient en mai 2023 et que le tournage débuterait en juin 2023. La production de la troisième saison a été perturbée par la grève de la Writers Guild of America de 2023. En mai 2023, HBO a confirmé la première mondiale de la saison d'ici 2025. La production de la troisième saison a débuté en décembre 2023. Le 12 mars 2024, Sydney Sweeney a révélé dans une interview MTV avec Josh Horowitz que le tournage de la troisième saison devait bientôt commencer. Cependant, le 25 mars 2024, il a été signalé que le tournage avait été reporté sine die. Le 12 novembre 2024, malgré certaines rumeurs indiquant que la série était annulée, il est annoncé que la production commence en janvier 2025. Le début de la production est officiellement annoncé le 10 février 2025.

### Distributions des rôles
Le 5 juin 2018, une grande partie de la distribution est dévoilée par HBO dont l'actrice Zendaya qui signe pour interpréter le personnage central de la série. Elle est rejointe par Storm Reid, Maude Apatow, le rappeur Astro, Eric Dane, Angus Cloud, Alexa Demie, Jacob Elordi, Barbie Ferreira, Nika King, Hunter Schafer et Sydney Sweeney.
Le 31 octobre 2018, Algee Smith signe pour rejoindre la distribution principale pour le rôle de McKay à la suite du départ d'Astro qui interprétait le personnage dans l'épisode pilote. Il est suivi par Austin Abrams qui rejoint la distribution, sans plus de précision.
En août 2021, la production ajoute Minka Kelly, Dominic Fike et Demetrius Flenory Jr. (en) pour la deuxième saison.
Le 20 novembre 2024, Stormi Reid annonce son depart de la série. Le 14 février 2025, la production confirme le retour des acteurs principaux pour la 3e saison. La production annonce que Rosalìa, Marshawn Lynch, Kadeem Hardison, Priscilla Delgado, James Landry Hébert, Anna Van Patten et Darell Britt-Gibson se joignent au casting de cette nouvelle saison.

### Tournage
Le tournage de la série se déroule entièrement à Los Angeles, principalement aux Sony Studios. Le centre commercial Del Amo Fashion Center de Torrance et le lycée Grant High School de Valley Glen servent également de décors pour des lieux récurrents dans la série.
En 2020, la série fait partie des productions affectées par la pandémie de COVID-19. En effet, par mesure de précaution, le tournage de la deuxième saison, qui devait commencer vers les mois d'avril / mai, est repoussé à une date indéterminée. En septembre 2020, l'équipe entame le tournage de deux épisodes spéciaux qui sera suivi par celui de la seconde saison, prévu pour le début de l'année 2021.
Pour la troisième saison, le parcours de sobriété de Rue, Zendaya a parlé de l'exploration de personnages en dehors du lycée, avec les lieux de tournage de Dublin, Londres, New York, Rome, Singapour et les lots des studios Warner Bros. dans Burbank et Leavesden, et un saut dans le temps jusqu'en 2024.

Lieux de tournage de la troisième saison
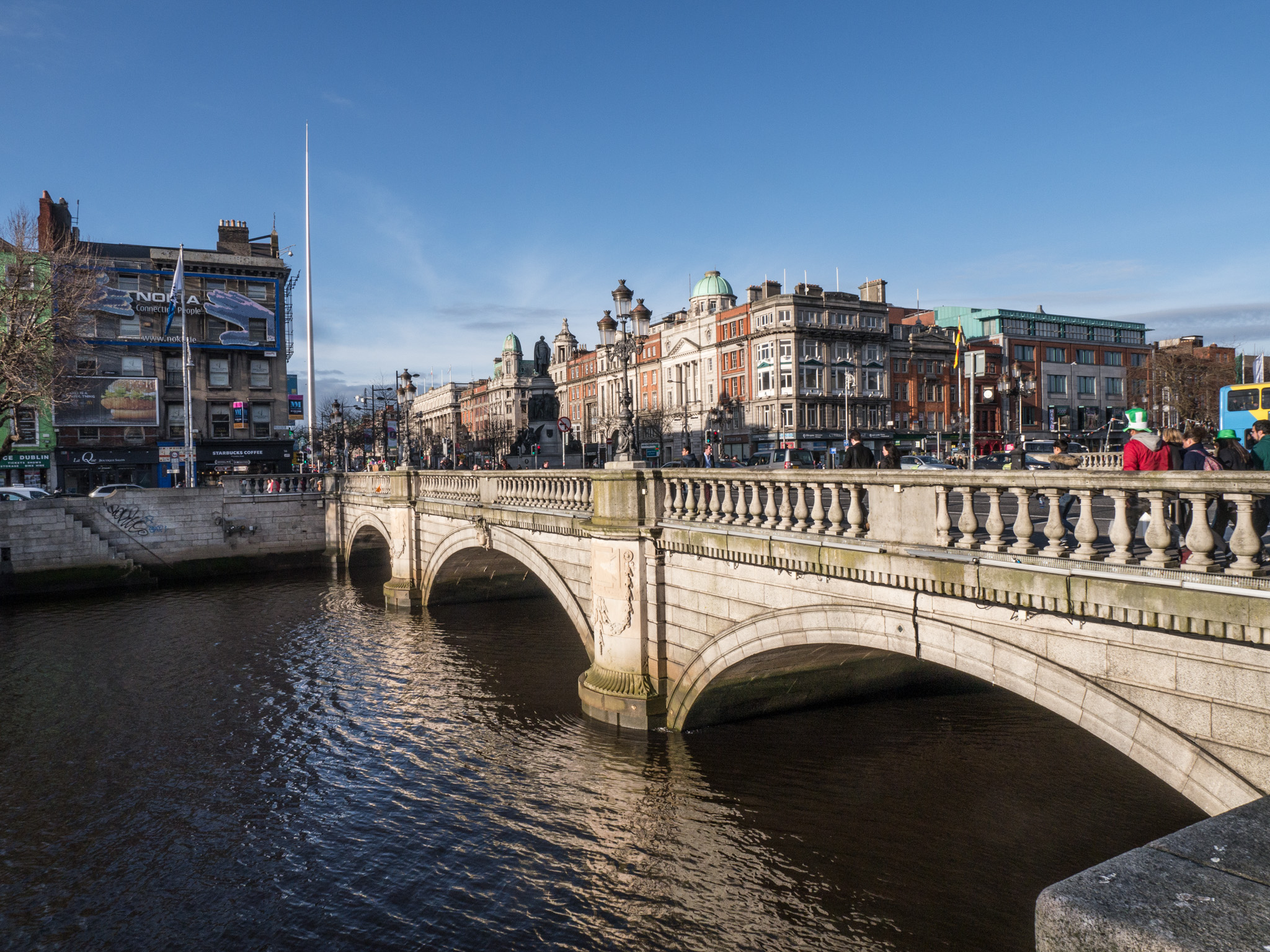
O'Connell Bridge à Dublin, Irlande.
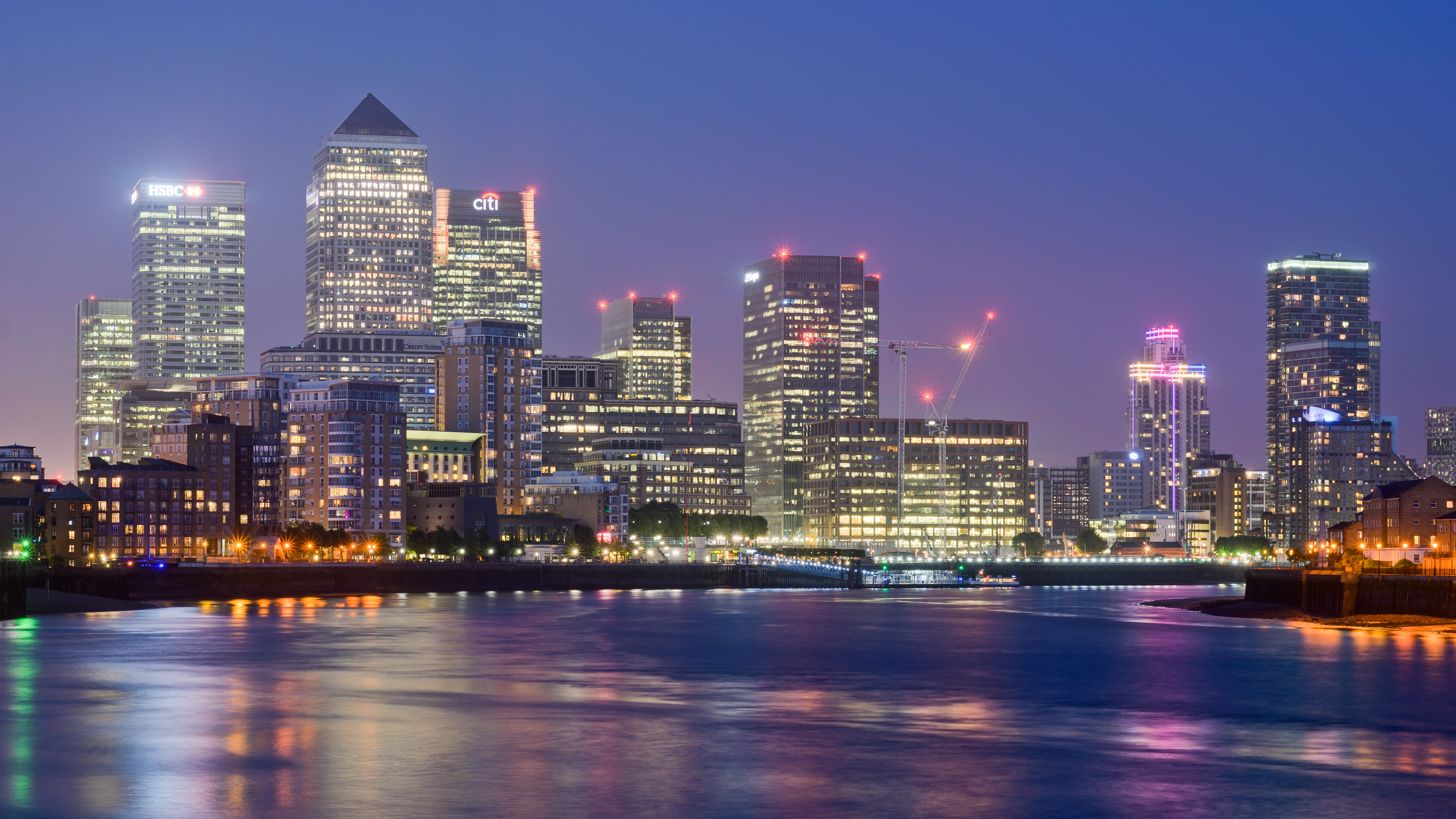
Canary Wharf à Londres, Royaume-Uni.
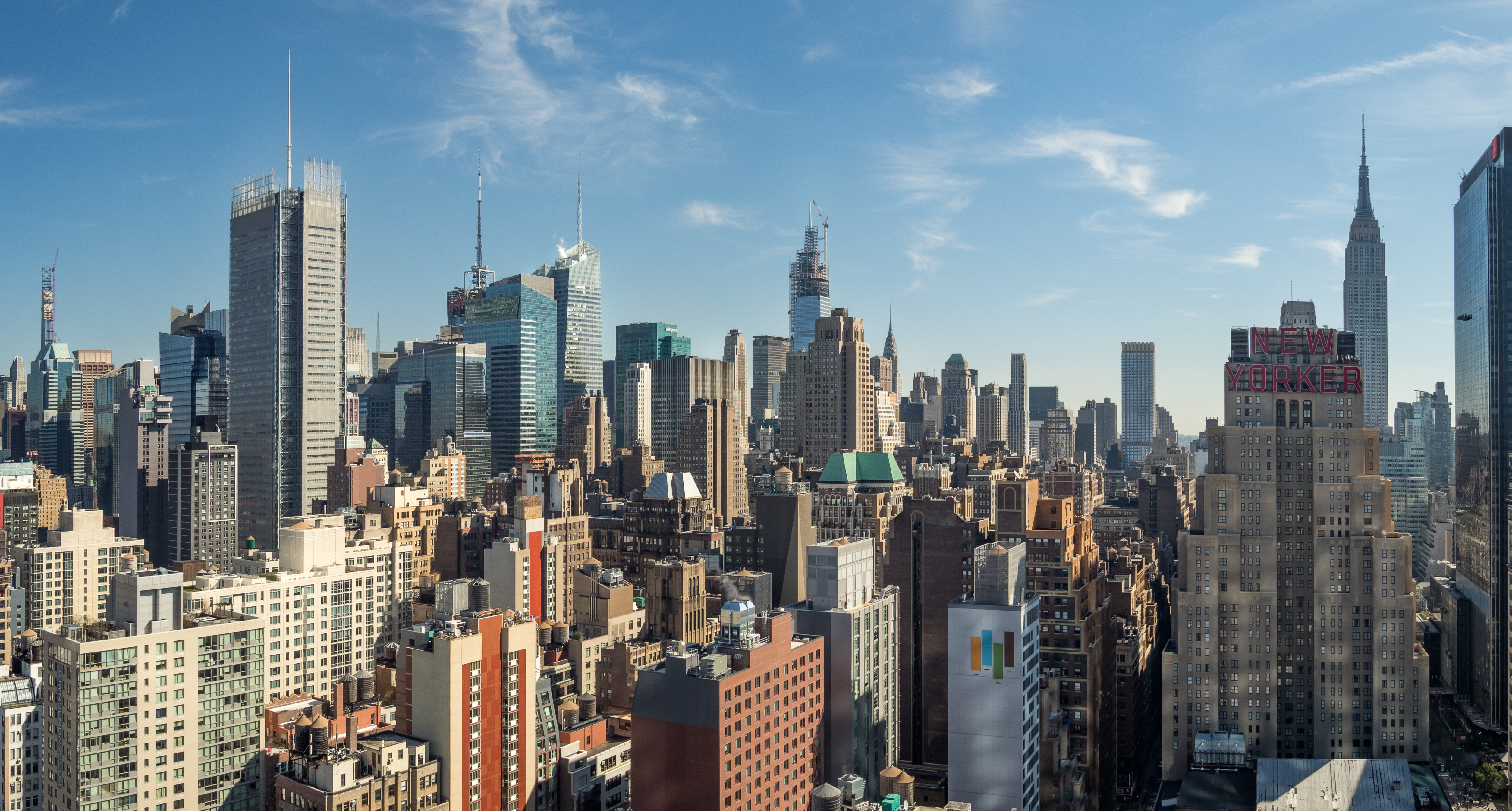
Manhattan à New York.
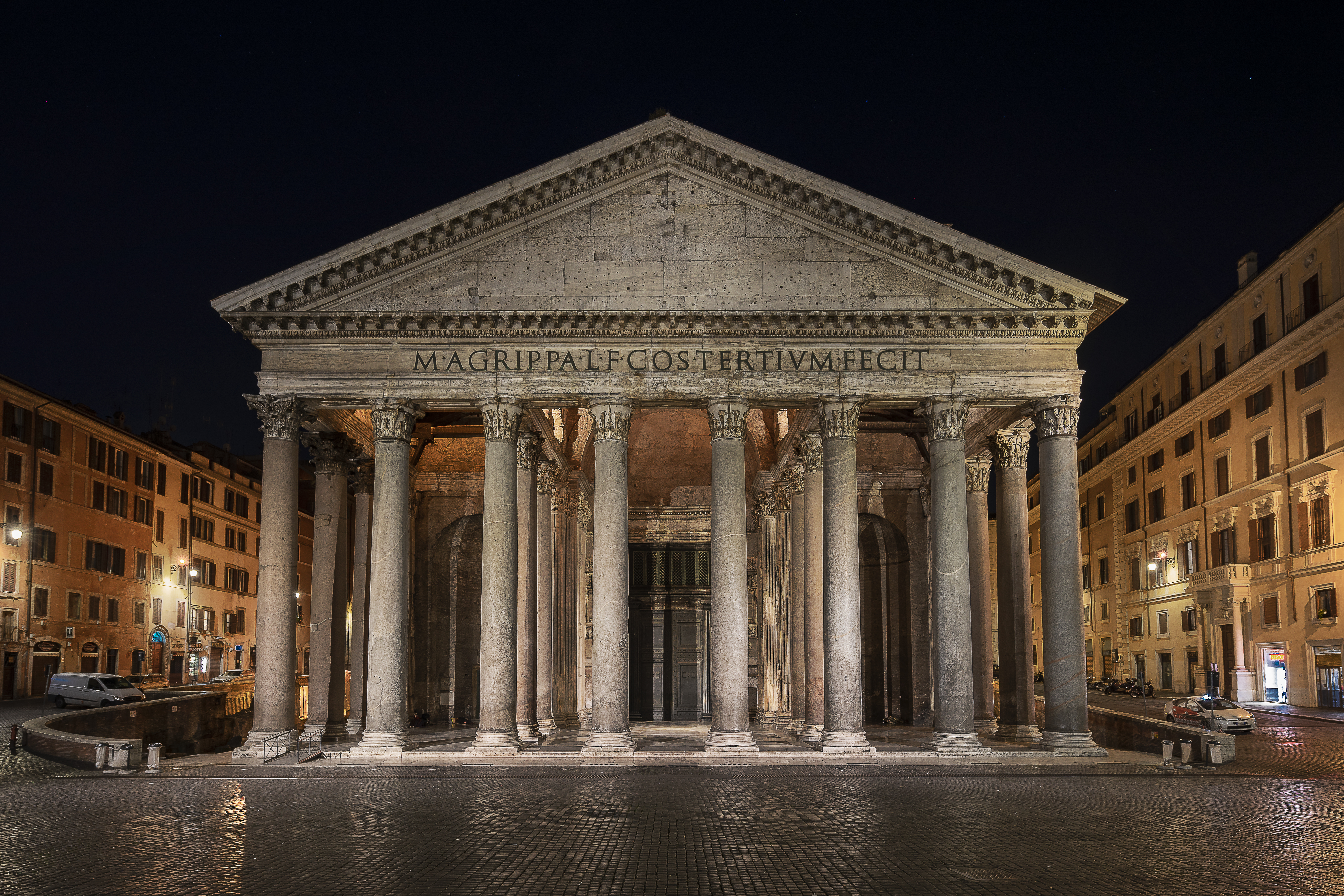
Panthéon à Rome, Italie.
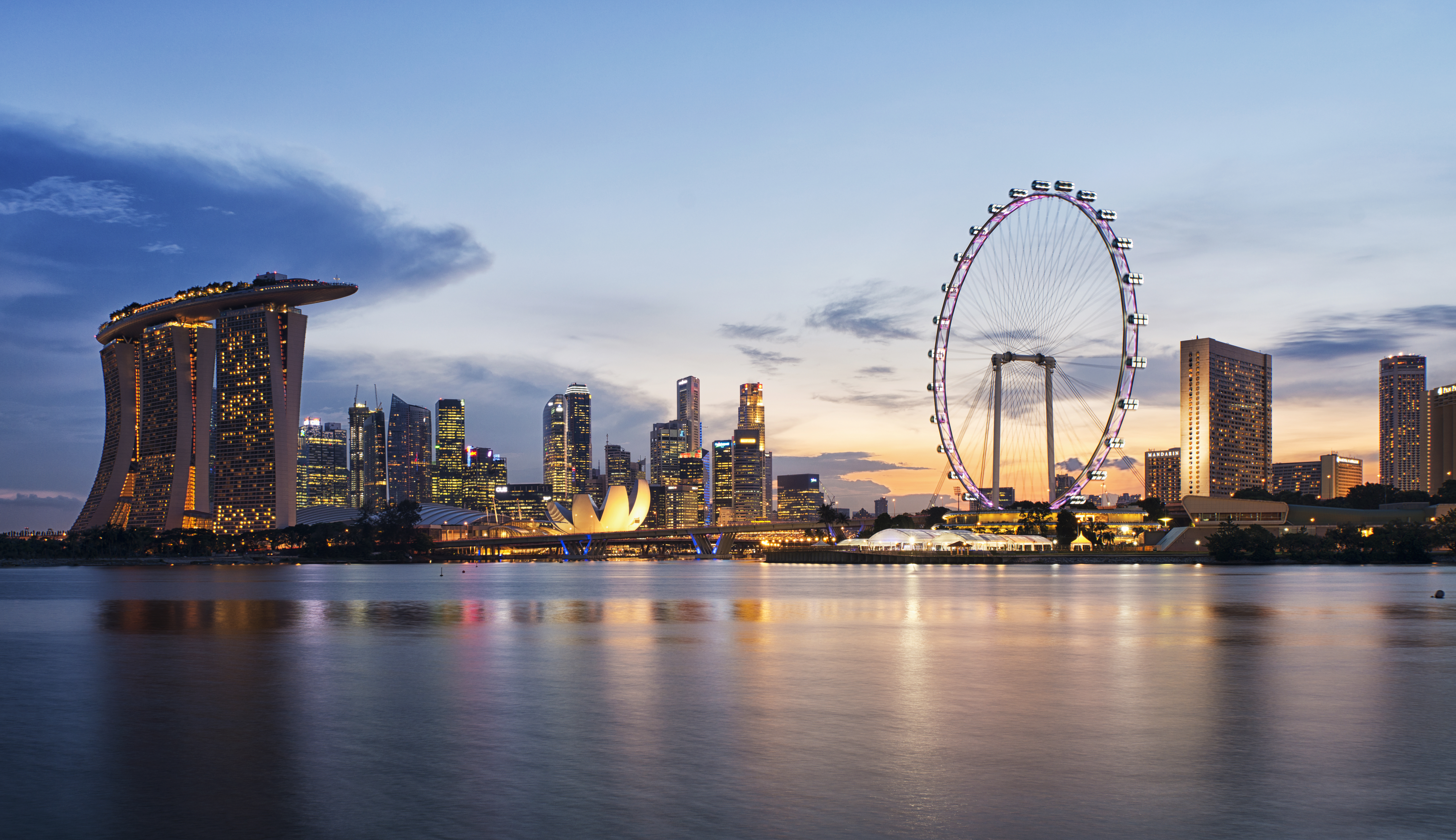
Marina Bay à Singapour.

### Musiques
Les musiques originales de la série sont composées par l'artiste britannique Labrinth. Lors d'une interview pour le magazine Rolling Stone, il révèle qu'il voulait que les compositions de la série rappellent les années adolescentes qu'il décrit comme « semi-magiques, semi-folles et semi-psychotiques ».
Pour la série, il enregistre une nouvelle version de sa chanson All for Us qu'il interprète en duo avec l'actrice principale de la série, Zendaya. La chanson est au centre d'un numéro musical qui clot la première saison de la série.
Un album contenant les compositions de Labrinth pour la série est sorti le 4 octobre 2019 chez Milan Records.
Un second album, contenants une sélection de chansons issues de la première saison de la série est sorti le 14 mai 2021 chez Interscope Records. Il contient également Lo Vas A Olvidar par Billie Eilish et Rosalía, ainsi que Love Me Low d'Ai Bendr, deux chansons composées spécialement pour l'épisode spécial centré sur le personnage de Jules.

### Fiche technique
- Titre original et français : Euphoria
- Création : Sam Levinson, d'après la mini-série télévisée israélienne créée par Ron Leshem
- Direction artistique : Michael Hersey
- Chef opérateur : Marcell Rév
- Décors : Alison Korth et Adam Willis
- Costumes : Heidi Bivens
- Maquillages: Doniella Davy
- Casting : Jessica Kelly et Mary Vernieu
- Musique : Labrinth et Gustave Rudman Rambali
- Producteur délégués : Sam Levinson, Drake, Future the Prince, Ron Leshem, Daphna Levin, Tmira Yardeni, Ravi Nandan, Kevin Turen, Hadas Mozes Lichtenstein, Mirit Toovi, Yoram Mokadi et Gary Lennon
- Sociétés de production : A24 Television, The Reasonable Bunch, Little Lamb, Dreamcrew et Tedy Productions
- Sociétés de distribution : HBO (télévision) / Warner Bros. Television (globale)
- Pays d'origine :  États-Unis
- Langue originale : anglais
- Format : couleur - 1.78 : 1 - son Dolby Digital
- Genre : dramatique
- Durée : 54 – 66 minutes
- Public :
  -  États-Unis : TV-MA (interdit aux moins de 17 ans, réservé aux adultes)
  -  France : Interdit aux moins 16 ans (OCS City - première diffusion)
  -  Canada : 18 ans et plus
  -  Québec : 16 ans et plus

## Épisodes
| Saisons | Saisons           | Nombre d'épisodes | Diffusion originale | Diffusion originale |
| Saisons | Saisons           | Nombre d'épisodes | Début de saison     | Fin de saison       |
| ------- | ----------------- | ----------------- | ------------------- | ------------------- |
|         | 1                 | 8                 | 16 juin 2019        | 4 août 2019         |
|         | Épisodes spéciaux | 2                 | 4 décembre 2020     | 22 janvier 2021     |
|         | 2                 | 8                 | 9 janvier 2022      | 27 février 2022     |

### Première saison (2019)
Composée de huit épisodes, elle a été diffusée entre le 16 juin et le 4 août 2019.
1. Pilote (Pilot)
2. Comme Papa (Stuntin' Like My Daddy)
3. Célèbre inconnue (Made You Look)
4. Shook One Pt. II
5. Bonnie and Clyde ('03 Bonnie and Clyde)
6. The Next Episode
7. Les Tribulations d'une dépressive qui essaie de pisser (The Trials and Tribulations of Trying to Pee While Depressed)
8. Répands du sel derrière toi (And Salt the Earth Behind You)

### Épisodes spéciaux (2020-2021)
Ces deux épisodes spéciaux font le lien entre les deux premières saisons de la série. Ils ont été produits afin de pallier le retard pris par la production en raison de la pandémie de COVID-19. Le premier a été diffusé en avant-première le 4 décembre 2020 sur le service HBO Max, puis à la télévision le 6 décembre 2020. Le second a été diffusé en avant-première le 22 janvier 2021 sur le service, puis le 24 janvier 2021 à la télévision.
1. Le Malheur n'est pas éternel (Trouble Don’t Last Always - Part 1: Rue)
2. J'emmerde tout le monde, sauf les blobs marins (F*ck Anyone Who's Not A Sea Blob - Part 2: Jules)

### Deuxième saison (2022)
Composée de huit épisodes, elle a été diffusée entre le 9 janvier 2022 et le 27 février 2022.
1. Essayons d'aller au paradis avant qu'ils ne ferment les portes (Trying to Get to Heaven Before They Close the Door)
2. Hors de portée (Out of Touch)
3. Ruminations : Petites et grosses brutes (Ruminations: Big and Little Bullys)
4. Vous, qui ne pouvez pas voir, pensez à ceux qui peuvent voir (You Who Cannot See, Think of Those Who Can)
5. Aussi stable qu'un Colibri (Stand Still Like the Hummingbird)
6. Mille petits arbres de sang (A Thousand Little Trees of Blood)
7. Le Théâtre et son Double (The Theater and It's Double)
8. Le Théâtre et son Double, Partie 2 - La confusion de masse (All My Life, My Heart Has Yearned for a Thing I Cannot Name)

### Troisième saison (2026)
Note : Pour les informations de renouvellement voir la section Production.

## Accueil

### Critiques
La première saison de la série a reçu des critiques majoritairement positives sur le site agrégateur de critiques Rotten Tomatoes, recueillant 82 % de critiques positives, avec une note moyenne de 7,31/10 sur la base de 93 critiques collectées, lui permettant d'obtenir le statut « Frais », le certificat de qualité du site.
Le consensus critique établi par le site résume que « même si la série est parfois difficile à regarder, elle arrive à calmer son honnêteté brutale en jetant un regard empathique sur ses personnages, lui permettant de se créer une identité unique et d'illuminer la série ». Le consensus encense également la performance de Zendaya, qu'il qualifie de « puissante », ainsi que le côté visuel de la série.
Sur Metacritic, la saison obtient une note de 67/100 basée sur 25 critiques collectées. Malgré son accueil majoritairement positif, certaines critiques émettent néanmoins des réserves sur la forte présence de nudité et de sexe dans la série, notamment à cause de plusieurs scènes de nudité frontale.

### Audiences
Lors de la diffusion de sa première saison, la série réunit une moyenne de 530 000 téléspectateurs, néanmoins elle rencontre un grand succès sur la plateforme de streaming d'HBO avec une moyenne de 5,6 million de téléspectateurs. Cette même année, elle devient même la seconde série la plus commentée de la chaîne sur les réseaux sociaux, derrière la dernière saison de Game of Thrones.
Bien que les audiences de la série lors de sa diffusion à la télévision sont plutôt basses, elle se rattrape avec un fort taux d'audiences en streaming. Le premier épisodes de la saison deux a réuni plus de 2,4 million de spectateurs via la plateforme de streaming d'HBO et le service HBO Max de WarnerMedia. Après la diffusion du finale de cette seconde saison, la série devient la troisième série la plus regardée de l'histoire d'HBO après House of the Dragon et Game of Thrones.
| Saisons | Saisons  | Diffusion originale sur HBO | Nombre d'épisodes | Lancement       | Lancement       | Final           | Final           | Téléspectateurs (en moyenne) |
| Saisons | Saisons  | Diffusion originale sur HBO | Nombre d'épisodes | Date            | Téléspectateurs | Date            | Téléspectateurs | Téléspectateurs (en moyenne) |
| ------- | -------- | --------------------------- | ----------------- | --------------- | --------------- | --------------- | --------------- | ---------------------------- |
|         | 1        | Dimanche, 22 h              | 8                 | 16 juin 2019    | 577 000         | 4 août 2019     | 530 000         | 560 000                      |
|         | Spéciaux | Dimanche, 21 h              | 2                 | 6 décembre 2020 | 236 000         | 24 janvier 2021 | 109 000         | 173 000                      |
|         | 2        | Dimanche, 22 h              | 8                 | 9 janvier 2022  | 254 000         | 27 février 2022 | 625 000         | 341 000                      |

### La représentation de l'usage des drogues
Suivant le quotidien tourmenté de Rue Bennett, la série est reconnue pour sa description plus ou moins fidèle à la réalité de la vie d’une adolescente addict qui se bat tous les jours contre les différents effets néfastes de la drogue. Que ce soit au sein de son cercle familial, amical ou même directement dans le milieu de la drogue et la façon de s’en procurer, la série a beaucoup fait parler d’elle à la suite de la représentation de situations choquantes ayant un fort pouvoir d’influence sur les spectateurs les plus jeunes. En effet, certaines scènes mettant en lumière la consommation de drogues ou d'alcool ont tendance à montrer une vision idéaliste et envoûtante de l’addiction. De plus, il a été prouvé que de manière générale, dans les films ou séries télévisées, les scènes contenant l’usage de substance, que ce soit des drogues ou de l’alcool, ont plus fréquemment une consonance négative quant aux effets à long terme mais les scènes en elle-même sont souvent représentées comme attrayante sur le moment, “verbal references to drugs are likely to be negative, although depictions of use and visual display are more positive”. Bien que le but de la série ne soit pas de revendiquer l’usage de substances, c’est notamment à travers une vision esthétique très satisfaisante, décrite comme une “delirious haze of lurid light and sparkling skin” que nous pouvons noter l'attrait pour la drogue chez certains spectateurs. Afin de réduire l’influence que la série pourrait avoir sur les spectateurs les plus jeunes, certains acteurs, notamment Zendaya qui joue le rôle de Rue a elle-même tenu à poster un message de prévention sur les réseaux sociaux avant la sortie de la deuxième saison.

### Controverses
Le style visuel de la série est largement inspiré par le travail de Petra Collins (en), qui a été approchée par Sam Levinson avant le commencement du projet. Sam Levinson dit avoir écrit la série en se basant sur l'esthétique photographique de Collins, et ils collaborèrent sur les débuts de la série, avant que celle-ci n'en soit écartée sans être créditée sur la version finale.

## Distinctions
Sauf indication contraire, les informations mentionnées dans cette section peuvent être confirmées par la base de données cinématographiques IMDb,  présente dans la section « Liens externes ».

### Récompenses
- People's Choice Awards 2019 : Star de série télévisée dramatique de l'année pour Zendaya
- Satellite Awards 2019 : Meilleure actrice dans une série télévisée dramatique pour Zendaya
- Guild of Music Supervisors Awards 2020 : Meilleure direction musicale pour une série télévisée dramatique
- Creative Arts Emmy Awards 2020 :
  - Meilleur maquillage (Non-prothésique) pour une série télévisée
  - Meilleures musiques et paroles pour All For Us par Labrinth
- Primetime Emmy Awards 2020 : Meilleure actrice dans une série télévisée dramatique pour Zendaya
- Primetime Emmy Awards 2022 : Meilleure actrice dans une série télévisée dramatique pour Zendaya
- Golden Globes 2023 : Meilleure actrice dans une série dramatique pour Zendaya

### Nominations
- Make-Up Artists and Hair Stylists Guild 2020 : Meilleur maquillage contemporain dans une série télévisée
- Critics' Choice Television Awards 2020 : Meilleure actrice dans une série télévisée dramatique pour Zendaya
- American Cinema Editors 2020 : Meilleur montage pour une série télévisée diffusée sur une chaîne payante
- Art Directors Guild 2020 : Meilleure direction artistique dans une série télévisée à caméra unique
- British Academy Television Awards 2020 : Meilleure série télévisée internationale
- Television Critics Association Awards 2020 : Meilleure série dramatique
- Creative Arts Emmy Awards 2020 :
  - Meilleurs costumes contemporains pour une série télévisée
  - Meilleure musique dans une série télévisée
  - Meilleure direction musicale
- Primetime Emmy Awards 2022 :
  - Meilleure série télévisée dramatique
  - Meilleure actrice dans un second rôle dans une série télévisée dramatique pour Sydney Sweeney